# Distretto di Tumán
Il distretto di Tumán è uno dei venti distretti della provincia di Chiclayo, in Perù. Si trova nella regione di Lambayeque e si estende su una superficie di 130,34 chilometri quadrati.

Istituito il 29 gennaio 1998, ha per capitale la città di Tuman; nel censimento del 2005 contava 28.918 abitanti.